# خشایار (بازیگر)
خشایار با نام تولد بلوس بیت یونان (زادهٔ ۱۳۰۵ در بغداد – درگذشتهٔ ۲۵ دی ۱۳۸۱) بازیگر آشوری‌تبار اهل ایران بود. نخستین فیلم او بوسه بر لب‌های خونین اثر ساموئل خاچیکیان است. بیت یونان در این فیلم با نام مستعار خشایار در یک نقش منفی حضور دارد؛ نامی مستعار که انتخاب خاچیکیان برای او است. او در فیلم‌های بسیاری بازی کرده‌است؛ از جملهٔ آن‌ها: جانبازان (ناصر محمدی)، شکار در شب (شهرام شبیری)، جمیل (احمد بخشی)، شاهرگ (علی غفاری) و بدلکاران (مهدی صباغ‌زاده). سحرگاه پیروزی (اثر حسین بلنده) واپسین نقش او در سینما است.

## فیلم‌شناسی
1. سحرگاه پیروزی (۱۳۷۸)
2. شاهرگ (۱۳۷۶)
3. ارابه مرگ (۱۳۷۵)
4. جمیل (۱۳۶۶)
5. مدرک جرم (۱۳۶۴)
6. قیام (۱۳۵۹)
7. به دادم برس رفیق (۱۳۵۷)
8. خاتون (۱۳۵۶)
9. رفاقت (۱۳۵۶)
10. سرباز (۱۳۵۶)
11. عشق و خشونت (۱۳۵۶)
12. فریادرس (۱۳۵۶)
13. کوسه جنوب (۱۳۵۶)
14. یکی خوش صدا یکی خوش دست (۱۳۵۶)
15. چلچراغ (۱۳۵۵)
16. سرایدار (۱۳۵۵)
17. اضطراب (فیلم) (۱۳۵۴)
18. دختر نگو، بلا بگو (۱۳۵۴)
19. دفاع از ناموس (۱۳۵۴)
20. سارق (۱۳۵۴)
21. فاصله (۱۳۵۴)
22. مرگ در باران (۱۳۵۳)
23. بوسه بر لب‌های خونین (۱۳۵۲)
24. میلیونر (۱۳۳۳)